# José Tadeo Monagas (Bezirk)
José Tadeo Monagas ist ein Bezirk im Bundesstaat Guárico, Venezuela. 

## Sehenswürdigkeiten
- Nationalpark Guatopo
- Stausee Guanapito
- Felsen von Los Morros de Macaira
- Pedregalsee